# Homer und New York
Homer und New York (Originaltitel: The City of New York vs. Homer Simpson) ist die erste Episode der neunten Staffel der US-amerikanischen Zeichentrickserie Die Simpsons. Für den Song You’re Checkin’ In der Folge gewannen Alf Clausen und Ken Keeler einen Emmy-Award in der Kategorie Outstanding Individual Achievement in Animation sowie einen Annie Award in der Kategorie Outstanding Music in an Animated Television Production.
Da diese Episode direkten Bezug auf die beiden Türme des World Trade Centers nimmt, wurde von FOX nach den Terroranschlägen am 11. September 2001 empfohlen, sie nicht mehr auszustrahlen.

## Handlung
Nachdem wieder einmal alle in Moes Taverne eintreffen, um dort den Abend zu verbringen, wird Barney als Fahrer auserwählt, darf an diesem Abend nichts Alkoholisches trinken und muss alle mit Homers Wagen nach Hause fahren. Als er dies getan hat, verspricht er Homer, ihm den Wagen morgen wieder zurückzubringen.
Zwei Monate später ist Barney aber immer noch nicht wieder aufgetaucht. Plötzlich kreuzt er aber doch wieder völlig betrunken vor Moes Taverne auf und weiß angeblich nicht, wo Homers Wagen ist. Kurz darauf erhält Homer einen Brief, in dem steht, sein Auto sei in New York verkehrswidrig geparkt worden und er müsse es von dort wegfahren. Homer stellt sich aufgrund eines früheren Besuches in New York zwar anfangs gegen seine Familie, die dorthin fahren will, gibt aber schließlich nach.
Als sie in New York angekommen sind, besuchen Marge und die Kinder die Sehenswürdigkeiten der Stadt, während Homer feststellen muss, dass sein Wagen zwischen den Türmen des World Trade Centers geparkt wurde. Da dieser mit einer Radkralle versehen ist, muss Homer eine Hotline anrufen, über die ihm mitgeteilt wird, er müsse von 9 bis 17 Uhr an seinem Auto auf einen Polizisten warten. 
Während der Wartezeit bekommt Homer Hunger und kauft sich an einem Stand etwas zu essen. Nachdem er danach einige Dosen Krabbensaft vom selben Stand getrunken hat, verspürt er starken Harndrang. Als er das Gefühl schließlich nicht mehr unterdrücken kann, läuft er schnell zu einer Toilette im oberen Stockwerk vom südlichen Turm des World Trade Centers. Dort angekommen ist diese jedoch außer Betrieb und er rennt zur Toilette im Nordturm. Als er sich dort dann erleichtert, sieht er von oben, wie ein Polizist an seinem Auto steht und einen weiteren Strafzettel an seinen Wagen anklebt.
Als Homer wieder an seinem Auto ankommt, bemerkt er, dass es dunkel wird, und er entschließt sich, trotz der Radkralle wegzufahren. Er beginnt zu fahren, wodurch er den Radkasten des Autos zerstört. Mit ihm fährt er schließlich zu einer Baustelle und löst mit einem dortigen Presslufthammer die Radkralle von seinem Auto, demoliert dadurch aber auch weitere Teile seines Autos, z. B. die Scheiben.
Letztendlich sammelt er seine Familie mit dem Auto wieder ein und fährt mit ihr nach Hause. Bei Marge, Bart, Lisa und Maggie bleiben gute Erinnerungen an diesen Kurzurlaub, während Homers Hass auf New York bleibt.

## Kulturelle Referenzen
Als Homer das erste Mal in New York zu sehen ist, wird er von Woody Allen, welcher sich aus dem Fenster eines Hauses lehnt, mit Müll beworfen. Zudem hält Bart, nachdem die Simpsons mit dem Bus in New York einfahren, drei chassidische Juden, die eine Straße entlanggehen, für die drei noch lebenden Beatles. Später in der Episode besucht Bart das Gebäude des Mad-Magazins und sieht dort u. a. Alfred E. Neumann und Dave Berg. Außerdem spielen in einem Broadway-Musical, das sich Marge, Bart, Lisa und Maggie ansehen, Liza Minnelli und Robert Downey Jr. mit. Der Song You’re Checkin’ In aus besagtem Musical gewann 1998 einen Primetime Emmy Award sowie einen Annie Award.

## Rezeption
Die Erstausstrahlung von The City of New York vs. Homer Simpson beendete die Nielsen Ratings der Woche vom 15. bis 21. September 1997 mit einem Rating von 10,7 auf dem 18. Platz aller US-Fernsehsendungen, was etwa 10,5 Millionen Fernsehhaushalten entsprach. Sie hatte damit das höchste Rating aller Sendungen auf Fox in dieser Woche und überbot die Zeichentrickserie King of the Hill.
Für den Song You’re Checkin’ In in dieser Folge gewannen Alf Clausen und Ken Keeler im Jahre 1998 einen Emmy-Award in der Kategorie Outstanding Individual Achievement in Animation sowie einen Annie Award in der Kategorie Outstanding Music in an Animated Television Production.